# Aphanius vladykovi
Aphanius vladykovi är en fiskart som beskrevs av Coad, 1988. Aphanius vladykovi ingår i släktet Aphanius och familjen Cyprinodontidae. Inga underarter finns listade i Catalogue of Life.